# یلوه شاهی
یلوه شاهی یا یلوه برازنده (نام علمی: Rallus elegans) یک پرنده آبی، بزرگ‌ترین یلوه در آمریکای شمالی است.
این پرنده در باتلاق‌های شرق آمریکای شمالی زادآوری می‌کند. پرندگان در امتداد سواحل جنوب شرقی ایالات متحده ساکنان دائمی هستند. پرندگان دیگر به جنوب ایالات متحده و مکزیک مهاجرت می‌کنند. در کانادا، آنها در جنوب انتاریو یافت می‌شوند. یک یلوه شاهی بالغ پس از لانه‌سازی کاملاً پرریزی می‌شود و تقریباً یک ماه بدون پرواز می‌ماند.
این پرنده روزگرد است و در تضاد با خویشاوندان کوچک‌تر و شبگرد خود است.